# Michel Lemoine
Michel Lemoine (Pontin, 30 de setembre de 1922 - Vinon, 27 de juliol de 2013) és un actor i director de cinema francès.

## Biografia
Michel Lemoine va fer el seu debut cinematogràfic a finals de la dècada de 194>. Es troba especialment en pel·lícules de Sacha Guitry o Julien Duvivier. El seu físic li dona l'oportunitat de fer papers de jove romàntic primer, però també d'encarnar personatges misteriosos i inquietants. Durant la dècada de 1960, va fer una extensa gira per Itàlia, en peplums, spaghetti western i pel·lícules de fantasia. També treballa per a Jess Franco i per a José Bénazéraf. A la dècada de 1970, el veiem principalment a pel·lícules eròtiques.
Va darrere la càmera per a pel·lícules on l'erotisme es barreja amb drama, o comèdia. Si les seves pel·lícules no aconsegueixen el suport de la crítica, se'l reconeix, tanmateix, com a tècnic. Les Désaxées, la seva primera producció té, segons ell, forts matisos autobiogràfics. També sovint es converteix en Janine Reynaud, la seva dona, al costat dels seus intèrprets preferits, Martine Azencot, Nathalie Zeiger o Marie-Hélène Règne. Reuneix al cartell de Les Confidences érotiques d'un lit trop accueillant actors més "sòlids" com Olga Georges-Picot, Marie- Georges Pascal, Sacha Briquet o Michel Le Royer i Bruno Devoldère, actors de la "Comédie-Française".
El 1976, la seva pel·lícula Les Week-ends maléfiques du Comte Zaroff va ser prohibida de l'estrena en cinemes, els censors francesos van veure en aquest llargmetratge de terror una incitació a l'assassinat. Aleshores es dirigeix sense entusiasme a la realització de pel·lícules pornogràfiques que sovint signa amb el pseudònim de Michel Leblanc i fa d'Olinka Hardiman una estrella de la X (Marilyn, amor meu). Va deixar l'actuació i només va fer aparicions esporàdiques en pel·lícules bastant confidencials als anys 1990.
Traslladat a Vinon al Cher, hi va ser enterrat l'1 d'agost 2013.

## Filmografia

### Com a director
- 1970: Wie kurz ist die zeit zu lieben de Pier A. Caminnecci (codirector, no acreditat)
- 1972: Les Désaxées
- 1973: Les Chiennes / Le Manoir aux louves
- 1973: Les Confidences érotiques d'un lit trop accueillant / Les Frôleuses
- 1974: Les Petites Saintes y touchent / Jeunes filles en extase
- 1976: Les Week-ends maléfiques du Comte Zaroff / Sept filles pour un sadique
- 1978: Excitation au soleil / Viens, je suis chaude
- 1978: Cuissardes
- 1978: Tire pas sur mon collant (+ guió)
- 1978: Langues profondes
- 1979: Viens, je suis chaude
- 1980: Contes pervers / Les Filles de Madame Claude de Régine Deforges (codirector, no acreditat)
- 1981: L'Amour aux sports d'hiver / Alice... tu glisses
- 1982: Desire under the sun
- 1983: Ardeurs d'été
- 1984: Neige brûlante / Neiges brûlantes / La Vénus des neiges (+ guió)
- 1984: Rosalie se découvre / L'Initiation de Rosalie / Rosalie, ou la débauche d'une adolescente (+ guió)
- 1984: La Maison des mille et un plaisirs
- 1984: Mobilhome girls
- 1985: Je t'offre mon corps
- 1985: Marilyn, mon amour
- 1986: Échange de femmes pour le week-end / Hot desire
- 1986: L'Été les petites culottes s'envolent / Prenez moi ! / Flying skirts
- 1986: Le Retour de Marilyn
- 1987: L'Île des jouissances sauvages / Honeymoon in Paradise / L'Île des jouissances perverses / Voluptés aux Canaries
- 1987: La Déchaînée / Slips fendus et porte-jarretelles / Forbidden pleasures
- 2010: La vierge au pays des trolls / String tendus et Plaisirs Perdus / Lost pleasures

### Com a actor

#### Cinema
- 1947: Après l'amour de Maurice Tourneur
- 1948: Le Diable boiteux de Sacha Guitry
- 1949: Le Trésor de Cantenac de Sacha Guitry
- 1950: Julie de Carneilhan de Jacques Manuel
- 1950: Les Aventuriers de l'air de René Jayet
- 1950: Brigade volante (Il bivio) de Fernando Cerchio
- 1952: La Fête à Henriette de Julien Duvivier
- 1952: Lettre ouverte d'Alex Joffé
- 1955: Le Village magique de Jean-Paul Le Chanois
- 1955: Milord l'Arsouille d'André Haguet
- 1959: Le Miroir aux alouettes (Costa Azzurra) de Vittorio Sala
- 1959: Suspense au Deuxième Bureau de Christian de Saint-Maurice
- 1960: Les filles sèment le vent de Louis Soulanes
- 1960: Il suffit d'aimer de Robert Darène
- 1961: La vendetta della maschera di ferro) de Francesco di Leo
- 1962: I pianeti contro di noi de Romano Ferrara
- 1962: L'Éternité pour nous / Le Cri de la chair de Jose Benazeraf
- 1963: Le Concerto de la peur / La Drogue du vice de Jose Benazeraf
- 1963: La Porteuse de pain de Maurice Cloche
- 1963: I Diavoli di Spartivento de Leopoldo Savona
- 1963: Ercole contro Molock de Giorgio Ferroni
- 1964: La Strada per Fort Alamo de Mario Bava, sota el pseudònim de « John M. Old »
- 1964: Delitto allo specchio de Ambrogio Molteni i Jean Josipovici
- 1965: Una voglia da morire de Duccio Tessari
- 1965: Mission spéciale à Caracas de Raoul André
- 1965: I criminali della galassia d'Antonio Margheriti, sota el pseudònim de « Anthony M. Dawson »
- 1965: I diafanoidi vengono da Marte d'Antonio Margheriti, sota el pseudònim de « Anthony M. Dawson »
- 1965: Agente 3S3, massacro al sole de Sergio Sollima, sota el pseudònim de « Simon Sterling »
- 1966: Joe Caligula de José Benazeraf
- 1966: La mujer perdida de Tulio Demicheli
- 1968: Necronomicon - Geträumte Sünden de Jesús Franco
- 1967: Sadisterotica (El caso de las dos bellezas / Rote Lippen - Sadisterotica) de Jesús Franco
- 1967: Besame, monstruo (Kiss me, monster / Rote Lippen - Küss mich, monster) de Jesús Franco
- 1968: Castle of the creeping flesh (Im schloss der blutigen begierde) d'Adrian Hoven, sota el pseudònim de « Percy G. Parker »
- 1968: Une corde, un colt de Robert Hossein
- 1969: Comme il est court le temps d'aimer (Wie kurz ist die zeit zu lieben) de Pier A. Camminecci (+ codirecció)
- 1970: Je suis une nymphomane de Max Pécas
- 1970: La Débauche ou les amours buissonnières de Jean-François Davy
- 1971: Le Retour du gladiateur le plus fort du monde (Il ritorno del gladiatore più forte del mondo) de Bitto Albertini, sota el pseudònim de « Al Albert »
- 1971: Frustration / Les Dérèglements d'une jeune provinciale de Jose Benazeraf
- 1972: Les Désaxées (+ direcció)
- 1972: Les Chiennes / Le Manoir aux louves (+ direcció)
- 1973: Les Confidences érotiques d'un lit trop accueillant / Les Frôleuses (+ direcció)
- 1974: L'Appel de Tilda Thamar (+ guió i diàlegs)
- 1974: Le Seuil du vide de Jean-François Davy
- 1974: Les Petites Saintes y touchent (+ direcció)
- 1974: L'Amour aux trousses de Jean-Marie Pallardy
- 1975: Rêves pornos (o Le Dictionnaire de l'érotisme) de Max Pécas: (imatges d'arxiu)
- 1975: Séquences interdites de José Benazeraf
- 1976: Les Week-ends maléfiques du Comte Zaroff / Sept femmes pour un sadique (+ direcció)
- 1990: Full fathom five de Carl Franklin
- 1995: Le Syndrome d'Edgar Poe de H.G. Mount
- 1997: Marquis de Slime de Quélou Parente (curtmetratge)

#### Televisió
- 1977: Un crime de notre temps de Gabriel Axel